# Associazione Fotografi Italiani Professionisti
L'AFIP (Associazione Fotografi Italiani Professionisti) è un'associazione che riunisce i fotografi professionisti italiani con maggiore esperienza fondata da Aldo Ballo, Davide Clari, Mario Danesi, Edoardo Mari, Paolo Monti, Italo Pozzi, Alfredo Pratelli e Gian Sinigaglia.

## La nascita
Nell'ottobre del 1959 l'Associazione artigiana dei fotografi italiani non riceve l'invito a partecipare all'assemblea generale Europhot (the Council of the Professional Photographers of Europe), l'organismo europeo che riunisce le associazioni professionali più rappresentative; da qui nasce l'idea di creare un'associazione che rappresenti la fotografia professionale italiana altamente qualificata.
Il 3 novembre 1960 Aldo Ballo, Davide Clari, Mario Danesi, Edoardo Mari, Paolo Monti, Italo Pozzi, Alfredo Pratelli e Gian Sinigaglia fondano l'Associazione Fotografi Italiani Professionisti (AFIP).
Il primo presidente è Gian Sinigaglia, il primo segretario Alfredo Pratelli. Già nel primo anno di vita, all'associazione aderiscono nomi storici come Giancolombo, Fedele Toscani ed Ugo Mulas. L'attività dell'associazione viene suddivisa per aree tematiche: fotografia industriale, fotogiornalismo, moda, pubblicità, riproduzioni d'arte, ritratto e laboratorio.

## Anni '60
L'associazione viene riconosciuta dall'Europhot e partecipa alle diverse riunioni internazionali. Nell'ottobre del 1961 ospita a Milano l'assemblea generale dell'Europhot stesso.
Il lavoro si concentra soprattutto nello sviluppo di un listino prezzi condiviso da tutti i soci e dal confronto sindacale con le grandi aziende industriali e editoriali, per contrastare il tentativo di queste di imporre condizioni svantaggiose per i fotografi. Si inizia a parlare di una rivista dell'associazione e a tutti i soci viene chiesto di utilizzare il logo AFIP sulla corrispondenza professionale e sui crediti fotografici. Gli anni 60 si chiudono con 30 soci membri, tra cui figurano anche Oliviero Toscani e Gianni Berengo Gardin.

## Anni '70
L'AFIP rivendica nuove normative quali: contratti di prestazioni scritti e non più verbali, compensi stabiliti sulla base della qualità e del tipo di servizio fotografico e non più trattati sulla base della conformità pura e semplice alla richiesta del committente. Se da un lato l'associazione esige impegni meno garibaldini, dall'altro si fa garante della deontologia e dello standard professionale dei suoi soci, ai quali richiede per l'ammissione l'accettazione dello statuto e la presentazione di un portfolio del loro lavoro. Proprio il filtro rappresentato dalla richiesta di presentare il portfolio farà accusare l'associazione, dopo due o tre anni dalla sua fondazione, di essere un'accademia dei più bravi, una sorta di massoneria fotografica, un'associazione corporativa. L'AFIP più che corporativa è di fatto selettiva, l'azione dell'associazione, però si fa sentire, se per la sua selettività non riesce ad accogliere tutti i professionisti, anche quelli che stanno fuori adeguano i loro comportamenti professionali a quelli dei soci dell'AFIP, specialmente per quanto riguarda le normative contrattuali con la committenza.
L'AFIP promuove lo scambio di informazioni sul piano tecnico quanto su quello economico, e favorisce l eliminazione della concorrenza sleale tra colleghi. A partire dal 1970, l'associazione si pone con urgenza due tipi di problemi: il riconoscimento dei valori d'ingegno e creatività del lavoro del fotografo e quello della rappresentatività dell'associazione. L'occasione per sanzionare legalmente le caratteristiche creative del lavoro del fotografo è data da una causa intentata, e vinta, dal socio Oliviero Toscani (dicembre 1972) con la compagnia petrolifera Total (la cui sentenza riconosce al fotografo un diritto morale sul prodotto del suo lavoro) la quale per una campagna pubblicitaria aveva ripreso e riusato una fotografia di Toscani in maniera difforme da quella originaria.
All'inizio degli anni '70 l'AFIP approva un codice etico per lo svolgimento della professione, il codice è vincolante per tutti i soci. Nel 1970, in occasione del Sicof, l'associazione promuove la mostra "50 fotografi italiani", una galleria di ritratti realizzata da Paul Erardt, accompagnata da una delle prime multivisioni di opere degli artisti ritratti.
Aderiscono all'AFIP, tra gli altri, Gian Paolo Barbieri, Angelo Cozzi, Serge Libis e Mario Zappalà.
Nel novembre del 1975, l'associazione organizza un viaggio di studio a New York, con visita agli studi di Richard Avedon, alla School of Visual Art, allo stabilimento Kodak ed agli studi di Alberto Rizzo e Hiro.
Nel 1976 le opere dei soci AFIP sono inserite nel catalogo Bolaffi dedicato alla fotografia. Nel 1977 Viene istituito il premio AFIP, vengono presentate convenzioni assicurative per i soci e finanziate borse di studio per i giovani fotografi. Nel 1978 vede la luce il periodico Afip Notizie, viene presentata da Marcello Lago e Christopher Broadbent la manifestazione Venezia 79 la fotografia, viene premiato e nominato socio onorario il critico Wladimiro Settimelli ed escono i primi quaderni di fotografia. A dicembre dello stesso anno si inaugura a milano la mostra "Fotografia: professione, mito e responsabilità".

## Anni '80
Nel 1980 viene assegnato il premio AFIP e la qualifica di socio onorario a Lanfranco Colombo per il suo incessante lavoro a sostegno della fotografia italiana. Nel 1981 l'associazione partecipa al Sicof con una mostra a tema sulla "Luce" ed un'altra sul "Viaggio nello spazio fotografico". Nel 1982, da maggio ad agosto, l'associazione, in collaborazione con il comune di Venezia organizza a palazzo Fortuny dei corsi di aggiornamento professionale tenuti da Alfredo Pratelli, Alfa Castaldi, Giac Casale, Christopher Broadbent, Serge Libis ed Oliviero Toscani.
Nel 1985 l'AFIP inizia ad affrontare il problema dell'ingresso del digitale e la computer grafica nella fotografia. Nel 1987 l'Associazione partecipa al Sicof con le mostre di Joe Oppedisano e Tino Petrelli. Nel 1989 nasce all'interno dell'AFIP l'Associazione Utilizzatori Computer Grafici Italiana - AUCI.

## Anni '90
All'inizio del decennio, l'associazione pubblica il nuovo periodico Portfolio Illustratori e Fotografi, il cui primo numero esce nel marzo 1990.
Viene inoltre stretta una collaborazione con Gadef, Gruppo agenzie distributori e fotografi, associazione rigidamente non profit fondata nel 1976 da Vincenzo Carrese e Giacomo Anfuso; i soci AFIP saranno automaticamente iscritti al Gadef. A maggio del 1990 l'associazione organizza presso la galleria Il Diaframma un'asta di stampe di 50 fotografi, (fra cui Franco Fontana, Mario Dondero, Fabrizio Ferri, Giovanni Gastel, Joe Oppedisano Valeria Molfino, Gabriele Basilico, Gianni Berengo Gardin Mimmo Jodice e Roberto Koch) per dare un concreto aiuto al fotografo Gaetano Cremonini in serie difficoltà economiche. Continua intanto il lavoro sulle nuove frontiere informatiche con la realizzazione di un'applicazione dedicata ai soci per la stesura dei preventivi. Sempre nel 1990, il 2 ottobre si apre a Milano presso il Circolo S. Fedele la mostra AfipTorta per celebrare i 30 anni dell'associazione.
Nel 1991 si intensifica l'impegno dell'associazione per il progetto Pyramide sul diritto d'autore, a marzo con il sostegno di AFIP e Gadef si svolge un convegno al Sicof di Milano sull'argomento "L'Europa e il diritto d'autore in fotografia". Nel 1992 l'associazione conta 101 soci effettivi, la quota associativa comprende anche la polizza per la copertura delle spese legali per la tutela dei diritti di immagine. Nel Luglio del 1992 esce il numero zero di Professione fotografo, organo ufficiale congiunto di AFIP e SIAF. Alla metà degli anni novanta gli sforzi dell'AFIP si concentrano nella formazione dei nuovi talenti, con collaborazioni con lo IED (Istituto Europeo di Design), e la scuola Umanitaria di Milano, la tutela del diritto d'autore con la promozione del progetto Pyramide e la tutela legale dei soci, il lancio di nuove iniziative editoriali e il coordinamento con le altre associazioni di settore quali Siaf e Gadef. Altro argomento di incontro e collaborazione fra i soci è lo studio e la condivisione delle nuove tecnologie digitali come la comparsa dei primi Photo CD capaci di contenere centinaia di immagini ad una buona risoluzione di stampa. Nel 1995 esce a cura di Cesare Colombo il libro 1960/95 Un progetto per immagini. Nel dicembre dello stesso anno esce il libro Una vita da bambino, dedicato a Telefono Azzurro e patrocinato dall'associazione. Nel 1997 viene lanciato il progetto Workshops AFIP che prevede corsi di tecnologia digitale oltre alle consuete discipline fotografiche.

## Anni 2000
Con l'inizio nuovo millennio l'AFIP rilancia il foglio Afip news, distribuito con la collaborazione della Kodak. Uno dei temi ricorrenti inizia a diventare l'avvento di internet e la qualità delle foto ormai a metà strada fra mondo analogico ed ambiente digitale. L'AFIP si impegna anche per il supporto al centro Bauer/Umanitaria a rischio chiusura. Nel 2002 inizia la progettazione del sito AFIP.
L'associazione tiene continui contatti con la SIAE e gli organi competenti sulla tutela del diritto di autore, soprattutto alla luce della diffusione delle immagini su internet, questa tematica è portata avanti soprattutto da Giovanni Gastel e Oliviero Toscani. Sul finire del decennio l'associazione attraversa un momento di crisi: la mancanza di energie fresche, il calo degli iscritti e le difficoltà economiche mettono a repentaglio il prosieguo delle attività. Superato questo momento, il decennio si chiude nell'aprile 2009 con la grande mostra commemorativa di Aldo e Marirosa Ballo al PAC Padiglione d'arte contemporanea di Milano: per 50 anni lo studio Ballo è stato l'anima pulsante della fotografia italiana ed ha continuato ad esistere anche dopo la morte di Aldo Ballo nel 1994.

Nel maggio dello stesso anno viene conferita dalla Statale di Milano a Gianni Berengo Gardin, uno dei padri dell'AFIP, la laurea honoris causa in storia e critica d'arte.

## Anni 2010
Il secondo decennio del secolo vede il rilancio dell'AFIP con la ricerca di sinergie con la CNA professional che ha molti più iscritti e disponibilità economiche, ma con l'uscita dal servizio attivo di Alfredo Pratelli, l'associazione perde la sua fonte di energia. Il ritorno di Giovanni Gastel alla presidenza coincide con profondi cambiamenti che vede cambiare il ruolo dell'associazione. Sciolta l'organizzazione il 16 ottobre 2013, viene contestualmente fondata la nuova Associazione Fotografi Professionisti, Afip International. L'associazione non è più parte della vita professionale dei soci e non li assiste più nelle vertenze e nei problemi, ma promuove la comunicazione del prodotto fotografia professionale a 360 gradi, organizza mostre, cura i canali social, presenta lezioni magistrali dei più importanti fotografi italiani e stranieri, trasmette lezioni e conferenze su di un seguitissimo canale YouTube, e continua ad organizzare workshop.